# Public affairs
Public Affairs er den mest brugte samlende betegnelse for politisk interessevaretagelse og de mange metoder, der kan bruges til at opnå indflydelse på politiske processer. Det gælder blandt andet organisationers brug af lobbyisme, og PR for at opnå et politisk mål. Det være sig både virksomheder, erhvervsorganisationer, faglige organisationer, interesseorganisationer og foreninger, der arbejder for et politisk mål eller på anden måde arbejder strategisk med offentligheden.